# Die Fee (2011)
Die Fee ist eine französisch-belgische Filmkomödie von Dominique Abel, Fiona Gordon und Bruno Romy aus dem Jahr 2011.

## Handlung
Dom arbeitet als Nachtportier in einem kleinen Hotel am Meer in Le Havre. Eines Abends hat er sich gerade ein Sandwich zubereitet, wobei unter der Ketchupmasse auch der Deckel der Ketchup-Flasche gelandet ist, als zuerst Engländer John im Hotel eincheckt und seinen Hund Mimi mit auf das Zimmer schmuggelt, und kurz darauf die Frau Fiona. Sie eröffnet Dom, dass sie eine Fee sei und er drei Wünsche freihabe. Nachdem sie dem am verschluckten Ketchupdeckel fast erstickten Dom das Leben gerettet hat, wünscht der sich einen Roller, weil sein Fahrrad ständig kaputtgeht, sowie lebenslang Benzin. Ein dritter Wunsch fällt ihm nicht ein und Fiona meint, er solle sich Zeit lassen. Am nächsten Morgen findet Dom einen Roller im Hotel vor sowie eine Nachricht von Fiona, mit der sie sich mit ihm im Café zur verschwommenen Liebe verabredet. Fiona stiehlt für das Treffen ein Kleid und Schuhe. Im Café verbringen beide in Anwesenheit des extrem kurzsichtigen Caféinhabers eine schweigsame, aber schöne Zeit. Beide gehen schließlich abends ans Meer, entledigen sich ihrer Kleider und schwimmen scheinbar zum Meeresboden, wo sie miteinander tanzen. Nachts erwacht Dom am Strand. Fiona ist verschwunden.
Im Hotel ruft Fiona an und bittet ihn um Hilfe. Es gehe ihr nicht gut und man habe sie gefangen. Kurz darauf kommt ein Mann zu Dom geflogen, der von Fiona geschickt wurde, jedoch nicht mehr weiß, was sie ihm aufgetragen hatte. Es gelingt Fiona schließlich, auf sich per Spiegelreflexion aufmerksam zu machen. Sie befindet sich hochschwanger in einem Krankenhaus, das von zahlreichen psychisch Kranken bevölkert ist. Dom gelingt es, Fiona aus dem Krankenhaus zu schmuggeln. Auf der Dachterrasse des Hotels bringt sie kurz darauf einen Jungen zur Welt, den beide Jimmy nennen. Einen dritten Wunsch hat Dom immer noch nicht.
Mimi, der Hund des Engländers, ist verschwunden und dieser setzt eine Belohnung für seine Auffindung aus. Drei Illegale finden den Hund, doch kann Paul den Finderlohn nicht bezahlen. Er handelt daher mit den Illegalen aus, sie in seinem Wagen mit nach England zu nehmen. Da dem Quartett nach wenigen Metern das Benzin ausgeht, bringt Fiona sie zu einem Benzinspeicher, den sie bereits für Doms Roller angezapft hatte. Beim Abfüllen von Benzin in Kanister werden alle von der Polizei überrascht und verfolgt. Es gelingt Dom und Fiona, ins Café zur verschwommenen Liebe zu fliehen und sich vom Inhaber den Wohnwagen zu leihen. Dieser steht auf gefährlichem Gelände und tatsächlich stürzen Dom und Fiona mit Jimmy einen Abhang hinunter. Kurz darauf werden beide von der Polizei verhaftet. Fiona kommt erneut in die Psychiatrie, während Dom ins Gefängnis von Le Havre gesteckt wird. Dom wird nach einiger Zeit entlassen und trifft Fiona wieder, die gerade mit Kinderwagen und Jimmy vor dem Krankenhauspersonal und der Polizei davonrennt. Er schließt sich ihr an und beide entschwinden in der Ferne. Auf ihre Frage hin, ob er einen dritten Wunsch habe, verneint er, und Fiona entgegnet, er solle sich ruhig Zeit lassen.

## Produktion
Die Fee wurde in Le Havre gedreht; zu sehen sind unter anderem das dortige Rathaus, die Kirche Saint-Joseph und der Hafen. Weitere Drehorte waren unter anderem Sainte-Adresse und Saint-Jouin-Bruneval. Die Kostüme schuf Claire Dubien, die Filmbauten stammen von Nicolas Girault. Wiederkehrendes Lied des Films ist What a Difference a Day Made in der Interpretation von Dinah Washington.
Die Fee wurde am 12. Mai 2011 auf den Internationalen Filmfestspielen von Cannes im Rahmen der Reihe Quinzaine des réalisateurs uraufgeführt. Der Film lief am 14. September 2011 in den französischen Kinos an, wo ihn rund 31.000 Zuschauer sahen. In Deutschland kam der Film am 6. September 2012 in die Kinos und erschien im Januar 2013 auf DVD.

## Synchronisation
| Rolle | Darsteller     | Synchronsprecher     |
| ----- | -------------- | -------------------- |
| Dom   | Dominique Abel | Matthias Deutelmoser |
| Fiona | Fiona Gordon   | Ilka Teichmüller     |

## Kritik
Der film-dienst nannte Die Fee eine „ans frühe Kino erinnernde, mit burleskem Humor arbeitende surreal-romantische Komödie. Das langsame Erzähltempo torpediert zwar das Timing mancher Gags, doch insgesamt entfaltet der Film einen eigenwillig-nostalgischen Charme.“ Cinema bezeichnete den Film als „clowneske Farce mit surrealem Humor und slapstickhafter Absurdität“, die an Werke von Aki Kaurismäki und der Monty Pythons erinnere.
Der Spiegel nannte den Film ein „Märchen mit bonbonbuntem Zauber“ und befand, dass Gordons und Abels „tänzerischer Slapstick und charmanter Irrsinn […] an die Stummfilme Buster Keatons und den kindlichen Humor von Jacques Tati“ erinnern.

## Auszeichnungen
Die Fee gewann 2011 als Bester Spielfilm den Golden Starfish Award des Hamptons International Film Festivals. Im selben Jahr erhielt er auf dem Stockholm Film Festival eine Nominierung für ein Bronzenes Pferd.
Von der US-amerikanischen Academy of Science Fiction, Fantasy & Horror Films wurde der Film 2013 für einen Saturn Award als Bester internationaler Film nominiert.